# 大胡藩
大胡藩（日语：／ Ōgo-han */?）是日本上野國勢多郡大胡的藩，天正18年8月15日（1590年9月13日）創藩，元和2年（1616年）7月轉封至越後國頸城郡長峰而改稱為長峰藩（日语：／ Nagamine-han */?），元和4年3月21日（1618年4月16日）廢藩。石高在大胡藩時期是20,000石，長峰藩時期則是50,000石，藩廳先後是大胡城和長峰城。

## 歷史
天正18年8月15日（1590年9月13日），牧野康成以20,000石入主大胡，領地推測是赤城山南麓的勢多郡內約50村。慶長5年（1600年），關原之戰爆發，康成由於在跟隨德川秀忠進攻上田城時其家臣不聽勸阻搶先進攻，因此本多正信等人要求對此作出懲處，其子牧野忠成拒絕接受，並且與家臣一同出奔，康成則蟄居三年以承擔罪責，蟄居地點推測為白井城。翌年，大胡藩家老稻垣長茂獲提拔為伊勢崎藩藩主，從原本領有的下野國足利郡寺岡、上野國山田郡桐原以及勢多郡新川內3,000石加增至10,000石。
慶長9年（1604年），康成雖然獲邀參與慶祝德川家光生日，不過他稱病，改由其子忠成前往江戶出席，同年由忠成繼任家督。元和2年（1616年）7月，忠成獲加增至越後國頸城郡長峰50,000石，領地是頸城郡內25,000石、刈羽郡內15,000石以及魚沼郡內10,000石，大胡藩的領地後來則變為前橋藩的大胡東領和大胡西領。盡管如此，由於長峰當地無城，因此忠成留在大胡等待長峰城完工。元和4年3月21日（1618年4月16日），忠成在長峰城仍未完工的情況下獲加增至長岡藩64,000石，長峰藩因而廢藩。

## 歷任藩主
| 家名   | 家格      | 名稱     | 石高               | 領地                                       |
| ------ | --------- | -------- | ------------------ | ------------------------------------------ |
| 牧野家 | 譜代 城持 | 牧野康成 | 20,000石           | 上野國勢多郡                               |
| 牧野家 | 譜代 城持 | 牧野忠成 | 20,000石↓ 50,000石 | 上野國勢多郡↓ 越後國頸城郡、刈羽郡和魚沼郡 |

## 領地
| 大胡東領 | 苗島村（苗ヶ島村）、鼻石村（鼻ヶ石村）、柏倉村、女淵村、深津村、磯村、野村、武井村、小林村、田面村、中村、膳村、山上村、奧澤村、高泉村、關村、板橋村、室澤村、馬場村、月田村、込皆戶村、大前田村、市關村                                                                     |
| 大胡西領 | 江木村、富田村、宮關村、長磯村、女屋村、小島田村、上增田村、下增田村、小屋原村、飯土井村、新井村、駒形新田、笂井村、東大室村、西大室村、茂手木村、樋越村、上大屋村、下大屋村、二之宮村（二ノ宮村）、瀧窪村、橫澤村、荒子村、荒口村、今井村、河原濱村、堀越村、泉澤村 |

## 註解
1. ↑  現行對應地名如下：
  - 大胡現為群馬縣前橋市大胡町（日语：大胡町 (前橋市)）和河原濱町（日语：河原浜町）一帶[1]。
  - 長峰現為新潟縣上越市吉川區（日语：吉川区）長峰（日语：中吉川村 (新潟県)）和杜氏之鄉一帶[2]。
2. ↑  現行對應地名如下：
  - 寺岡現為栃木縣足利市寺岡町（日语：寺岡町）[7]。
  - 桐原現為群馬縣綠市大間間町（日语：大間々町）桐原[1]。
  - 新川現為群馬縣桐生市新里町新川（日语：新里町新川）[1]。